# Педероа (Болцано)
Педероа је насеље у Италији у округу Болцано, региону Трентино-Јужни Тирол.
Према процени из 2011. у насељу је живело 251 становника. Насеље се налази на надморској висини од 1165 м.